# Cryptognathus vulgaris
Cryptognathus vulgaris är en spindeldjursart som beskrevs av Malcolm Luxton 1973. Cryptognathus vulgaris ingår i släktet Cryptognathus och familjen Cryptognathidae. Inga underarter finns listade i Catalogue of Life.